# Рейтерны
Рейтерн (нем. von Reutern) — дворянский род, происходящий из Любека, откуда Иоанн фон Рейтерн (умер в 1698 г.) выехал в Ригу, где был ратсгером.
Род Рейтерн внесен в дворянские матрикулы Лифляндской и Эстляндской губерний и в родословную книгу Саратовской губернии.
После кончины бездетного министра финансов, а затем председателя Комитета министров М. X. Рейтерна, пожалованного в январе 1890 г. графским титулом, его племянник (сын старшей сестры Юлии) барон Владимир Густавович (Евстафьевич) Нолькен (1851—1917) в декабре того же года получил право именоваться графом Рейтерном, бароном Нолькеном, дабы увековечить память М. X. Рейтерна.

## Описание герба графа Рейтерна, барона Нолькена
Щит рассечен. В правой золотой части прилегающая к линии рассечения правая половина Государственного орла с червлёным щитком на груди, окруженным цепью ордена Андрея Первозванного, в котором золотой вензель Александра III. В левой, лазоревой части диагонально золотая перевязь справа налево, на ней одна под другой три лазоревые пчелы. В верхней и нижней частях щита по три круглые серебряные монеты (герб Рейтерн).
Над щитом графская корона с дворянским шлемом, покрытым бурелетом, перевитым золотом и лазоревым. Нашлемник: два лазоревых орлиных крыла, на каждом по три серебряные монеты. Намет: лазоревый, подложен золотом. Герб графа Рейтерн внесен в Часть 15 Общего гербовника дворянских родов Всероссийской империи, стр. 6.

## Известные представители
- фон Рейтерн, Христофор Герман (1744—1802) — камергер Саксонского двора
  - Рейтерн, Христофор Романович (1782—1833) — генерал-лейтенант, участник Наполеоновских войн
    - Рейтерн, Юлия Христофоровна (1816—1893)
      - Нолькен, Владимир Евстафьевич (1851—1917; с 1890 — граф Рейтерн, Владимир Евстафьевич, барон Нолькен) — курляндский губернский предводитель дворянства, член Государственного совета
      - Нолькен, Михаил Владимирович (1884—1919) — граф фон Рейтерн, барон фон Нолькен
        - Нолькен, Матвей Михайлович (1911—1975) — граф фон Рейтерн, барон фон Нолькен
          - Нолькен, Борис Матвеевич (1938—1991) — граф фон Рейтерн, барон фон Нолькен, капитан 1-го ранга
            - Нолькен, Инна Борисовна (1966—2000) — дочь графа Рейтерна, Бориса Матвеевича, барона Нолькена и графини Рейтерн, Элеаноры (Саттон)
              - Вуд, Джошуа Дилан (1987) — граф фон Рейтерн, барон фон Нолькен, внук Нолькена, Бориса Матвеевича, кинопродюсер

    - Рейтерн, Михаил Христофорович (1820—1890) — государственный деятель, граф (с 1890)

  - Роман Романович фон Рейтерн (Рейнгольд-Гисбрехт-Герман; 1786—1841)
    - Рейтерн, Роман Романович (1819—1884) — генерал-лейтенант

  - Рейтерн, Евграф Романович (Гергард Вильгельм, 1794—1865) — художник
    - Рейтерн, Елизавета Евграфовна (1821—1856) — дочь Е. Р. Рейтерна, жена русского поэта В. А. Жуковского
    - Рейтерн, Александр Гергардович (1824—1879) — генерал-адъютант, представитель Александра II при Вильгельме I
    - Рейтерн, Евграф Евграфович (Гергард Антон Вильгельм, 1836—1918) — камергер, действительный тайный советник, герольдмейстер, сенатор, известный знаток изящных искусств, собиратель русских гравюр и рисунков, член Совета Академии художеств

- Рейтерн, Магнус Магнусович (1801—1863) — генерал-лейтенант, начальник 1-й пехотной дивизии